# Marathon de New York 2018
Navigation
2017 2019
Le Marathon de New York de 2018 est la 48e édition du Marathon de New York aux États-Unis qui a lieu le dimanche 4 novembre 2018. C'est le sixième et dernier des World Marathon Majors à avoir lieu en 2018.

## Faits marquants
- La Kényane Mary Keitany réalise un split négatif de près de 9 minutes. Elle passe à mi-course en 1 h 15 min 50 s tandis que sa deuxième partie de course est réalisée en 1 h 6 min 58 s. La coureuse, qui s’est également imposée trois fois au Marathon de  Londres, devient la deuxième athlète la plus titrée sur le parcours new-yorkais, derrière la Norvégienne Grete Waitz qui compte 9 victoires[1].

## Résultats

### Hommes
| Rang | Athlète                     | Nationalité | Temps           |
| ---- | --------------------------- | ----------- | --------------- |
|      | Lelisa Desisa               | Éthiopie    | 2 h 05 min 59 s |
|      | Shura Kitata                | Éthiopie    | 2 h 06 min 01 s |
|      | Geoffrey Kamworor           | Kenya       | 2 h 06 min 26 s |
| 4    | Tamirat Tola                | Éthiopie    | 2 h 08 min 30 s |
| 5    | Daniel Wanjiru              | Kenya       | 2 h 10 min 21 s |
| 6    | Jared Ward                  | États-Unis  | 2 h 12 min 24 s |
| 7    | Scott Fauble                | États-Unis  | 2 h 12 min 28 s |
| 8    | Festus Talam                | Kenya       | 2 h 12 min 40 s |
| 9    | Shadrack Biwott             | États-Unis  | 2 h 12 min 52 s |
| 10   | Chris Derrick               | États-Unis  | 2 h 13 min 08 s |
| 11   | Juan Luis Barrios           | Mexique     | 2 h 13 min 55 s |
| 12   | Tadesse Yae Dabi            | Éthiopie    | 2 h 13 min 57 s |
| 13   | Tim Ritchie                 | États-Unis  | 2 h 15 min 22 s |
| 14   | Ryan Vail                   | États-Unis  | 2 h 15 min 31 s |
| 15   | Jonny Mellor                | Royaume-Uni | 2 h 16 min 09 s |
| 16   | Harbert Okuti               | Ouganda     | 2 h 16 min 51 s |
| 17   | Scott Smith                 | États-Unis  | 2 h 17 min 12 s |
| 18   | Bernard Lagat               | États-Unis  | 2 h 17 min 20 s |
| 19   | Girma Bekele Gebre          | Éthiopie    | 2 h 18 min 18 s |
| 20   | Birhanu Dare Kemal          | Éthiopie    | 2 h 18 min 20 s |
| 21   | Mizael Carrera              | Porto Rico  | 2 h 19 min 29 s |
| 22   | Suleman Abrar Shifa         | Éthiopie    | 2 h 19 min 45 s |
| 23   | Diriba Degefa Yigezu        | Éthiopie    | 2 h 20 min 01 s |
| 24   | Temesgen Habtemariam Bekele | Éthiopie    | 2 h 20 min 16 s |
| 25   | Andrew Davies               | Royaume-Uni | 2 h 20 min 23 s |
| 26   | Florent Caelen              | Belgique    | 2 h 22 min 53 s |
| 27   | Jeremy Bennie               | États-Unis  | 2 h 23 min 16 s |
| 28   | Matt Gillespie              | Royaume-Uni | 2 h 25 min 05 s |
| 29   | Luis Rivero                 | Guatemala   | 2 h 25 min 25 s |
| 30   | Derrick Hamel               | États-Unis  | 2 h 25 min 43 s |

### Femmes
| Rang | Athlète                    | Nationalité      | Temps           |
| ---- | -------------------------- | ---------------- | --------------- |
|      | Mary Keitany               | Kenya            | 2 h 22 min 48 s |
|      | Vivian Cheruiyot           | Kenya            | 2 h 26 min 02 s |
|      | Shalane Flanagan           | États-Unis       | 2 h 26 min 22 s |
| 4    | Molly Huddle               | États-Unis       | 2 h 26 min 44 s |
| 5    | Rahma Tusa                 | Éthiopie         | 2 h 27 min 13 s |
| 6    | Desiree Linden             | États-Unis       | 2 h 27 min 51 s |
| 7    | Allie Kieffer              | États-Unis       | 2 h 28 min 12 s |
| 8    | Lisa Weightman             | Australie        | 2 h 29 min 11 s |
| 9    | Mamitu Daska               | Éthiopie         | 2 h 30 min 31 s |
| 10   | Belaynesh Fikadu           | Éthiopie         | 2 h 30 min 47 s |
| 11   | Stephanie Bruce            | États-Unis       | 2 h 30 min 59 s |
| 12   | Roberta Groner             | États-Unis       | 2 h 31 min 01 s |
| 13   | Gerda Steyn                | Afrique du Sud   | 2 h 31 min 04 s |
| 14   | Carrie Dimoff              | États-Unis       | 2 h 31 min 12 s |
| 15   | Samantha Bluske            | États-Unis       | 2 h 32 min 04 s |
| 16   | Sydney Devore              | États-Unis       | 2 h 32 min 43 s |
| 17   | Brittany Charboneau        | États-Unis       | 2 h 36 min 35 s |
| 18   | Sarah Sellers              | États-Unis       | 2 h 36 min 37 s |
| 19   | Eva Almkvist               | Suède            | 2 h 36 min 48 s |
| 20   | Lydia O'Donnell            | Nouvelle-Zélande | 2 h 40 min 52 s |
| 21   | Beverly Ramos              | Porto Rico       | 2 h 40 min 58 s |
| 22   | Adriana Aparecida da Silva | Brésil           | 2 h 41 min 00 s |
| 23   | Angela Ortiz               | États-Unis       | 2 h 41 min 32 s |
| 24   | Eva Vail                   | États-Unis       | 2 h 42 min 19 s |
| 25   | Kelsey Bruce               | États-Unis       | 2 h 46 min 38 s |
| 26   | Maria Spitsyna             | Russie           | 2 h 46 min 57 s |
| 27   | Bridie McCarey             | États-Unis       | 2 h 48 min 23 s |
| 28   | Anoush Shehadeh            | États-Unis       | 2 h 49 min 06 s |
| 29   | Meseret Ali Basa           | Éthiopie         | 2 h 49 min 18 s |
| 30   | Danielle Hodge             | États-Unis       | 2 h 49 min 57 s |